# アウトバースト
『アウトバースト』（OUT BURST）は、1993年3月26日にコナミから発売された2D対戦格闘ゲーム。日本国外名は『Raging Fighter』。

## 概要
本作には1PLAYER、VERSUS、STORYの3種類のモードがある。1PLAYERモードは、塔をのぼりながら一人ずつ闘うモードとプラクティスモードがある。STORYモードで戦う際は対戦や1PLAYERモードとは別の専用曲が用意されている。1PLAYERモードとVERSUSモードでは自由にキャラクターを選べるが、STORYモードでは使用キャラクターが限定される。最終ボスが相手と同キャラ仕様になるため、裏技を使うことで同キャラ対戦も可能。
ゲームボーイの対戦格闘ゲームとしてはアニメーションパターンが豊富かつキャラクターが大きめに表示されており、距離や十字キーとボタンの組み合わせで多彩な攻撃が可能など、基本的な手数は作りこまれている。

## ゲーム内容
操作については一般的な格闘ゲームに準じている。また、ボタンを押す長さによる強弱ではなく十字キーとの組み合わせで多彩な通常技が繰り出される。
試合方式も通常の2D対戦格闘ゲームに準じていて2勝したほうが勝利になる。また、トーナメントモードではバイタリティを失わずに敵を倒すとパーフェクトボーナスが入り、対戦相手に2勝するとクリアボーナスが入るようになっている。ストーリーモードとトーナメントモードにおける最終ボスはアイコンこそ別だが、実質プレイヤーが選んだキャラクターと全く同じ性能のキャラクターと戦うことになる。そのため選んだキャラクターによっては最終ボスが楽になることもある。スタートボタンによるポーズ機能は無い。
オプション画面では難易度の設定やサウンドテスト、キーコンフィング（AとBの配置が入れ替わるだけ）が行える。
キャラクター度に起き上がり方が違い、後ろに跳ね上がる物が多いが、中には起き上がりの際に前方へ攻撃しながら起き上がるキャラクターもいる。

## 登場人物

### ストーリーモードの主役
レディン
多数の連続攻撃技をもつキャラクター。打点が変化するものもあり、ガードを揺さぶることもできる。
アスカ
移動速度は遅いが、飛び道具やコンビネーション技などを持ち、相手を翻弄する。
ルオウ
飛び道具、対空技、突進技をもつ、オーソドックスなキャラクター。多くは語られていないが、実質この物語の主人公。
対空技はシャドルが2段階使えるのに対して1段階のみだが、その代わり空中投げを備えている。

### ストーリーモードの敵
ヴァンドル
トリッキーな動きをもつテクニカルキャラクター。軌道が変則的な突進技なども持ち、上級者向け。
バルク
パワーキャラクター。非常に移動速度が遅いため、突進技と空中技によってそれを補う必要がある。
サヤカ
紅一点。使いやすい技と素早い動きが持ち味だが、破壊力に欠ける。空中から踏みつける技など、相手を翻弄する技が多い。
シャドル
ルオウと同様の技を持つが、対空技を2段階（弱・強）使うことができる。非常に扱いやすいキャラクター。

## スタッフ
- プロデューサー：福井博幸
- プログラマー：ながたまさつぐ
- ドット・クリエイター：SAKUCHAN（櫻井正司）
- サウンド・ディレクター：はぎわらよしゆき
- サウンド・クリエイター：十一谷明広
- グラフィック・デザイナー：M.SATO
- ディレクター：SAKUCHAN（櫻井正司）
- エグゼクティブ・プロデューサー：樹下國昭

## 評価
ゲーム誌『ファミコン通信』の「クロスレビュー」では、5・5・6・5の合計21点（満40点）、『ファミリーコンピュータMagazine』の読者投票による「ゲーム通信簿」での評価は以下の通りとなっており、18.8点（満30点）となっている。
| 項目 | キャラクタ | 音楽 | お買得度 | 操作性 | 熱中度 | オリジナリティ | 総合 |
| 得点 | 3.3        | 2.9  | 3.2      | 3.2    | 3.2    | 3.0            | 18.8 |